# Música de Montenegro
La música de Montenegro representa una barreja de la tradició musical del país i influències musicals estrangeres. Influïda per la música otomana, eslava, gitana, albanesa, austrohongaresa i, més recentment, per l'occidental, és molt propera a la música de Sèrbia.

## Història
La presència de la música montenegrina s'ha atestat a partir de l'edat mitjana. A finals del segle xii es va escriure la Crònica del Sacerdot de Duklja (Ljetopis Popa Dukljanina), on es descrivia l'ús secular d'instruments musicals. Durant el segle xv a la costa de Montenegro (llavors coneguda com a Albània veneciana es va introduir l'"estil venecià"; d'aquell segle n'han sobreviscut set litúrgies d'un autor venecià al monestir de Santa Clara de Kotor. La música de Montenegro va perdre força sota el domini otomà.
El segle xix es va impulsar el desenvolupament de la música religiosa amb la fundació d'una acadèmica de cant catòlica a Kotor. Fins al renaixement musical del segle xx, la música de Montenegro es basava principalment en un instrument tradicional simple, la gusla. També el segle xix es van compondre òperes amb llibrets inspirats per Montenegro i la seva cultura, com "L'emperadriu dels Balcans". Fou escrita per Dionisio de Sarno San Giorgio, un compositor italià que havia passat la major part de la seva vida allà.
El 1839 es va fundar Jedinstovo ("Unitat"), la primera coral de Montenegro. A partir del segle xx, quan van aparèixer les primeres escoles de música i es va desenvolupar la cultura del país, va començar a prosperar la música montenegrina, amb diversos compositors de música clàssica destacats. En aquell període, els autors montenegrins van retornar a les arrels, introduint elements tradicionals en composicions modernes. L'emissora Radio Titograd també va tenir un paper destacat retransmetent programes musicals diàriament i donant suport a agrupacions i orquestres del país.
Pel que fa a la música moderna, el rock i el pop han estat gèneres populars, amb grups com Perper i No Name, que va representar Sèrbia i Montenegro al l'edició del 2005 d'Eurovisió. Montenegro ha participat en solitari en aquest festival des del 2007.